# Eugene Brown
Eugene Brown (Washington D.C., ca. 1956) is een Amerikaanse schaaktrainer. Hij heeft het zijn missie gemaakt om kansarme jongeren middels het schaakspel op het juiste pad te krijgen. Zijn levensverhaal vormt de basis van de film Life of a King.

## Levensloop
Eugene Brown is halverwege de jaren 1950 in Washington D.C. geboren. Hij ging naar openbare scholen in de binnenstad aldaar. Daar werd duidelijk dat hij begeleiding nodig had in sociale aanpassing. Zijn antisociaal gedrag leidde al vroeg tot confrontaties met de jeugdrechtbank, wat leidde tot opsluiting in jeugdgevangenissen in zijn tienertijd en gevangenisstraffen als volwassene.
Op twintigjarige leeftijd was  Brown betrokken in een bankoverval, waarvoor hij achttien jaar de gevangenis in moest. In deze periode kwam hij tot inkeer en maakte het zijn doel om kansarme jongeren in de stad op het juiste pad te helpen.

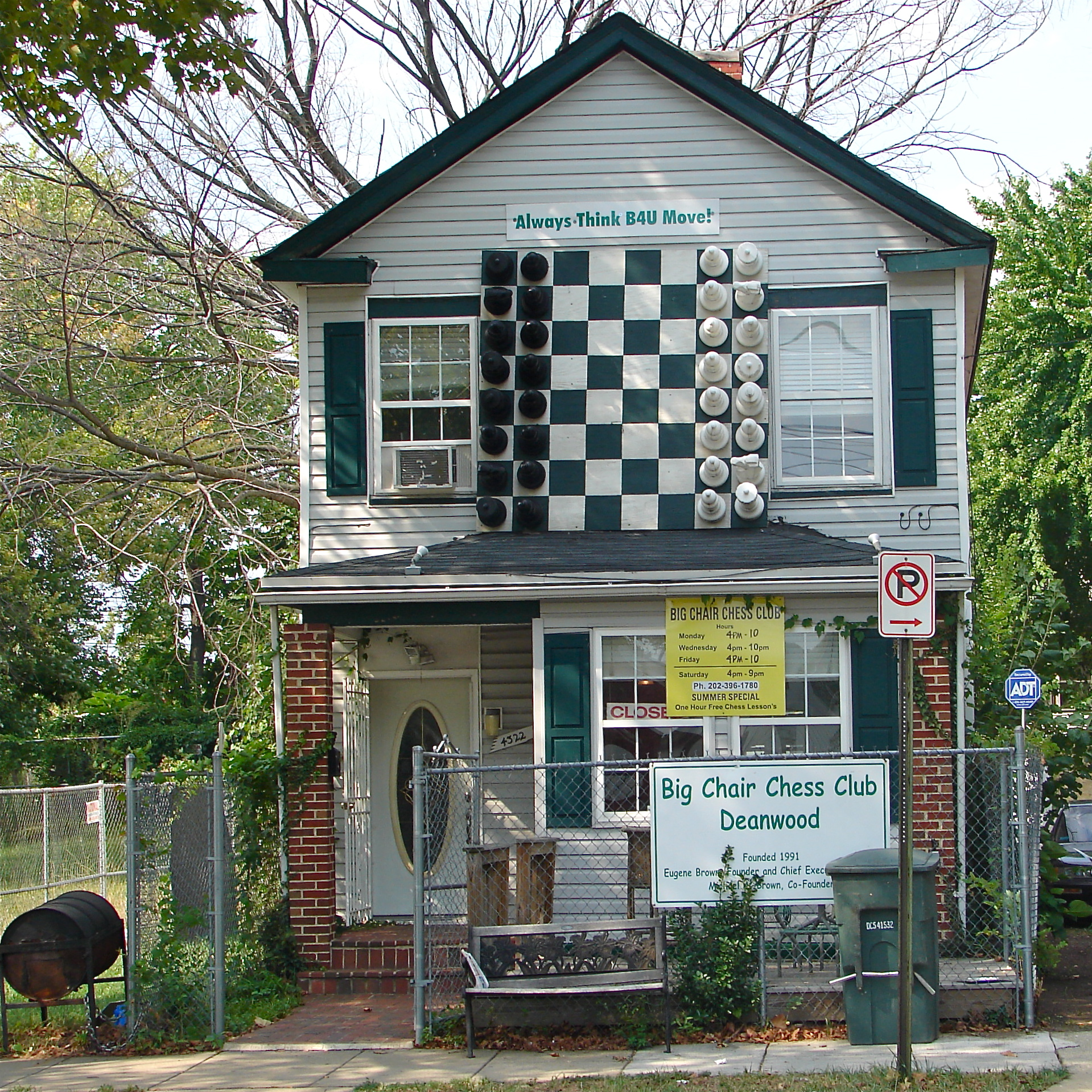
Het oorspronkelijke pand van Big Chair Chess Club in Washington D.C., met de motto Always Think B4U Move!

In 2002 begon hij Big Chair Chess Club, een schaakvereniging om tieners middels het schaakspel van de straat te houden. In de loop van de tijd is hij behalve aan kansarme jongeren ook aan reguliere middelbare scholieren het schaakspel gaan doceren. In 2014 opende hij een tweede schaaklocatie in Charlotte in North Carolina. Op de Big Chair Chess Club wordt het schaken niet alleen als bordspel gezien, maar ook als een toepassing om iemands concentratie en zelfdiscipline te verbeteren, en ter verwerving van levensvaardigheden.
Brown is ook betrokken bij een schaakclub van terdoodveroordeelden en droomt anno 2015 er ook van een jeugdschaakcompetitie in zijn omgeving op te richten.
Brown woont met zijn vrouw Francis in North Carolina.

## Gedachtegoed
Door zijn persoonlijke ervaring en inzicht is Brown bewust van de impact die de stedelijke subcultuur heeft op het leven van jongeren. Hij deelt zijn ervaringen, inzichten en mogelijke oplossingen om het gedrag van jongeren  aan te pakken, en de beperkte keuzes waarmee velen van hen worden geconfronteerd. Volgens Brown hoeft er ondanks een beperkte keuzevrijheid geen slechte keuzes gemaakt te worden. Hij gaat hiervoor in op zaken als verantwoordelijkheid en zelfrespect, welke het volgens hem veel jongeren in de huidige maatschappij aan ontbreekt.

## Varia
- Eugene Brown maakt een cameo-optreden als organisator van het laatste toernooi in de film Life of a King. Hij neemt daar een geboortecertificaat en inschrijfformulier in ontvangst uit handen van de Eugene Brown gespeeld door Cuba Gooding Jr..[5]
- Naar aanleiding van Big Chair Chess Clubs winst van vijf stadstitels op vier nationale kampioenschappen heeft de burgemeester van Washington D.C. 15 juni uitgeroepen tot The Big Chair Chess Club Day.